# Nematidium australicum
Nematidium australicum es una especie de coleóptero de la familia Zopheridae.

## Distribución geográfica
Habita en Nueva Gales del Sur (Australia).